# Honoré δ'O
Honoré δ'O est un artiste belge né à Audenarde en 1961. 

## Biographie
Honoré δ'O explore depuis 1990 un langage plastique pluridimensionnel. Ses œuvres combinent lieux d'échanges, interactivités et expériences individuelles.
Avec des objets au départ insignifiants, glanés par-ci par-là, Honoré δ'O se lance dans des compositions prenant des allures de sculptures complexes qui s'inscrivent à leur tour dans l'architecture environnante. Le tout s'emboîte comme des poupées gigognes, des éléments de différentes tailles que l'on peut coudre et découdre à loisir. Les objets vont et viennent, déploient leurs tentacules ou se replient sur eux-mêmes. Bien que tout se tienne, le spectateur doit faire un choix, définir un itinéraire. Les installations d'Honoré δ'O font penser à des peintures qui débordent de leur cadre, à des sculptures qui quittent leur socle pour envahir l'espace. Dans l'élément ludique, le sens de la réalité finit toujours par l'emporter sur la réflexion abstraite. Nos spéculations n'ont de sens et ne sont possibles que dans le cadre de la réalité quotidienne concrète. L'artiste traite le moindre bout de tuyau plié ou calciné comme un objet précieux. Il ne fait aucune distinction de valeur.

## Informations
- Catalogues individuels :
  - Honoré δ'O : E Eindigen met iets Dappers a, De Vleeshal, Middelbourg, 1996.
- Catalogues collectifs :
  - Traffic, CAPC - Musée d'art contemporain, Bordeaux, 1996.
  - Manifesta 2, musée national d'histoire et d'art, Luxembourg, 1998.
  - Fascinerende facetten van Vlaanderen, 58/98, Twee uur bree of twee uur lang, Anvers, 1998.
  - L'Envers du décor, musée d'art moderne, Villeneuve-d'Ascq, 1998.
  - Aspects de l'art en Belgique, FRAC Nord-Pas-de-Calais, Dunkerque, 1998.
  - La Consolation, Le Magasin, CNAC, Grenoble, 1999.
  - Honoré δ'O : Les dérivés, Bureau d'art et de recherches, Roubaix, 2001.

## Images
- Sur le site du MUHKA